# ذره پلانک

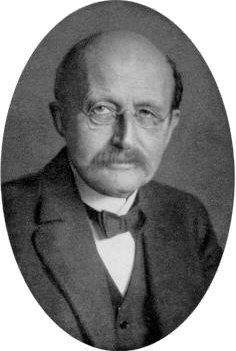
ماکس پلانک

ذره پلانک یک ذره فرضی است که به نام فیزیکدان، ماکس پلانک نامگذاری شده. این ذره یک ذره بسیار کوچک است که شعاع شوارتزشیلد آن برابر طول موج کامپتون آن است. جرم چنین ذره ای تقریباً برابر جرم پلانک می‌باشد ؛ شعاع شوارتزشیلد و طول موج کامپتون آن برابر با طول پلانک است. ذره پلانک گاهی به عنوان مثالی برای تعریف طول و جرم پلانک به کار برده می‌شود. ذره پلانک در برخی مدل‌ها که سیر تکاملی دوره پلانک را توضیح می دهند، به کار برده می‌شود.
برای مقایسه آن با پروتون، ذره پلانک بسیار کوچک تر(شعاع آن برابر با طول موج کامپتون است که ۲۰-۱۰ برابر از پروتون کوچک تر است.) و سنگین تر (جرم پلانک، ۱۰۱۹ برابر سنگین تر از جرم پروتون است.) است.
انتظار می‌رود چنین ذره ای با تابش هاوکینگ خود ناپدید شود. 